# Larrazet
Larrazet (okzitanisch L’Arraset) ist eine französische Gemeinde mit 686 Einwohnern (Stand 1. Januar 2022) im Département Tarn-et-Garonne in der Region Okzitanien (vor 2016 Midi-Pyrénées). Sie gehört zum Arrondissement Castelsarrasin und zum Kanton Beaumont-de-Lomagne. Die Einwohner werden Larrazettois genannt.

## Geografie
Larrazet liegt etwa 24 Kilometer westsüdwestlich von Montauban und etwa 13 Kilometer südsüdwestlich von Castelsarrasin. Umgeben wird Larrazet von den Nachbargemeinden Garganvillar im Norden und Nordwesten, Labourgade im Norden, Montaïn im Osten und Nordosten, Saint-Sardos im Süden und Südosten, Belbèze-en-Lomagne im Süden sowie Sérignac im Westen. An der südöstlichen Gemeindegrenze verläuft das Flüsschen Tessonne.

## Bevölkerungsentwicklung
| 1962                      | 1968 | 1975 | 1982 | 1990 | 1999 | 2006 | 2013 |
| 522                       | 454  | 538  | 509  | 514  | 557  | 581  | 647  |
| Quelle: Cassini und INSEE |      |      |      |      |      |      |      |

## Sehenswürdigkeiten
- Kirche Sainte-Marie-Madeleine, etwa 1500 bis 1530 entstanden, Monument historique
- Schloss, Monument historique

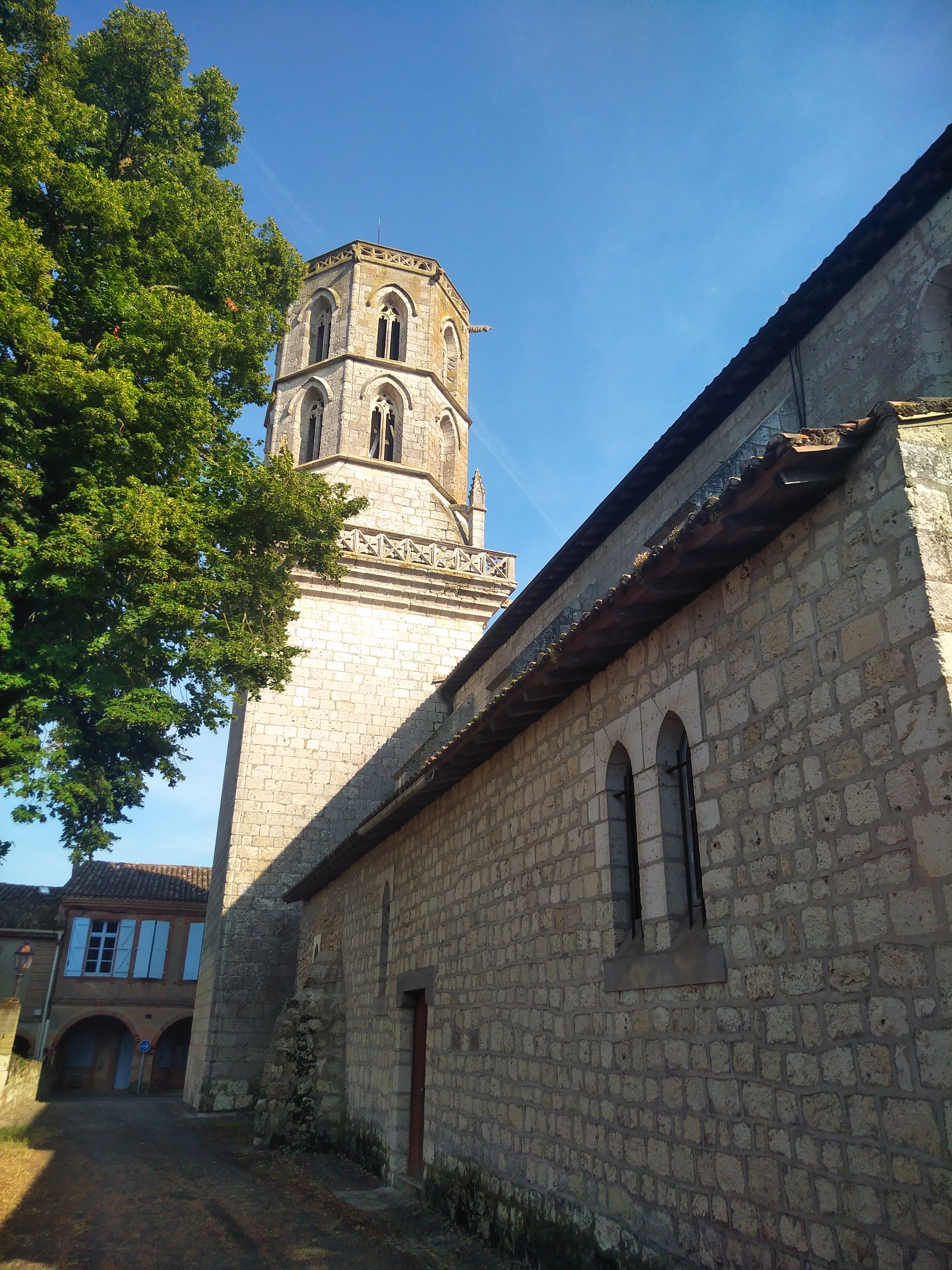
Kirche Sainte-Marie-Madeleine
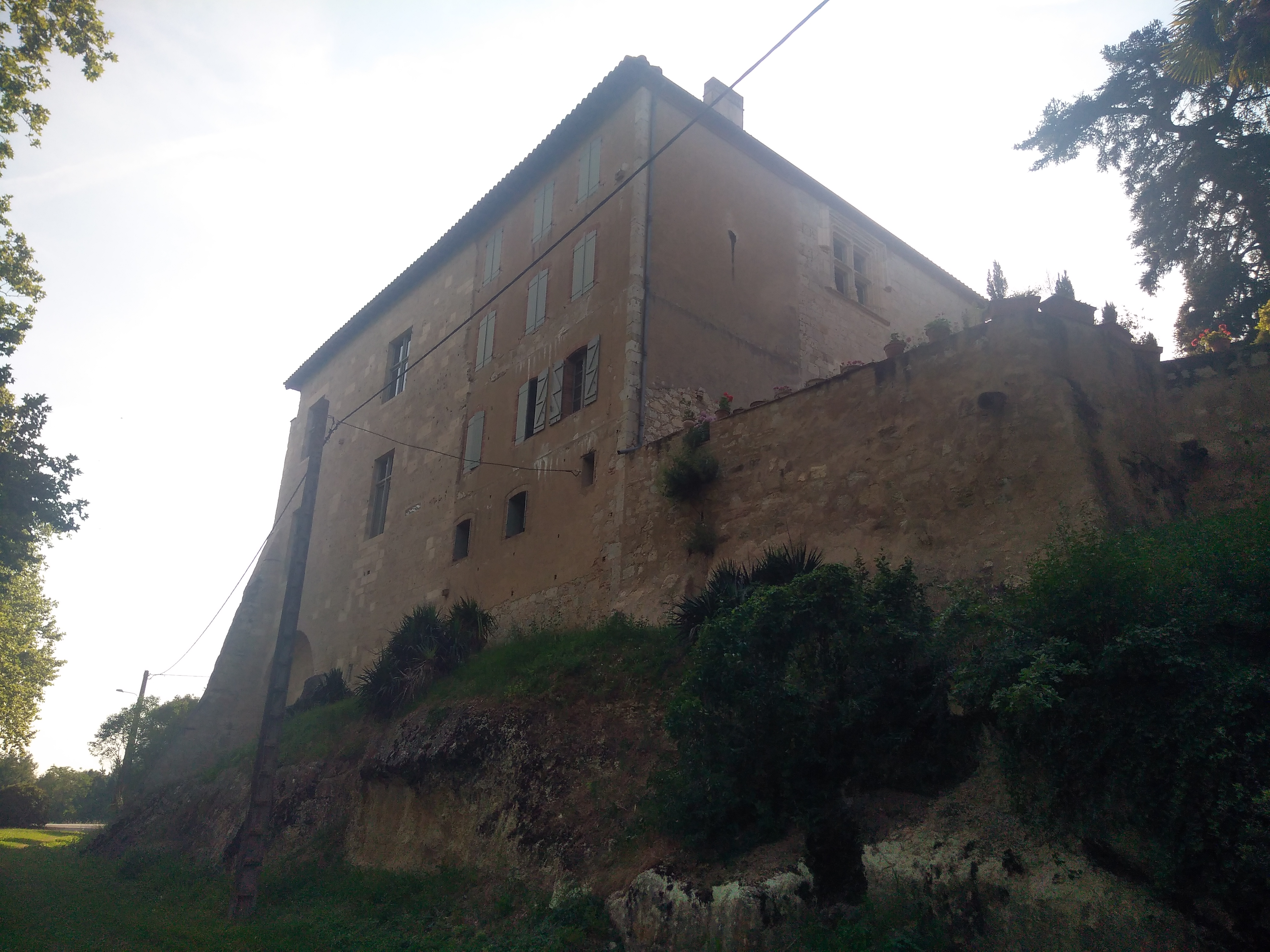
Schloss